# Changesonebowie
| 전문가 평가                   | 전문가 평가 |
| 평가 점수                     | 평가 점수   |
| 출처                          | 점수        |
| ----------------------------- | ----------- |
| AllMusic                      | [ 2 ]       |
| Encyclopedia of Popular Music | [ 3 ]       |
| Pitchfork                     | 8.8/10      |
| Robert Christgau              | A           |
| The Rolling Stone Album Guide | [ 6 ]       |
| Spin Alternative Record Guide | 9/10        |

《Changesonebowie》는 1976년 RCA 레코드를 통해 발매된 영국의 싱어송라이터 데이비드 보위의 컴필레이션 음반이다. 1969년에서 1976년 사이의 곡들을 수집했는데, 그 중에는 〈John, I'm Only Dancing〉의 첫 LP 참여도 포함되어 있다. 1973년 《Aladdin Sane》 세션 동안 컷 된 이 노래의 "색소폰 버전"은 영국 프레스의 첫 1,000장에 등장했다(커버 오른쪽 상단 모서리에 RCA 로고가 없음으로 확인됨). 《Changesonebowie》의 나중 프레스에서는 1972년에 녹음되고 발매된 싱글의 오리지널 버전을 특징으로 한다. LP의 모든 미국 프레스에는 이 오리지널 버전도 포함되어 있다.
〈Ziggy Stardust〉와 〈Suffragette City〉라는 두 곡은 《Changesonebowie》가 발행되었을 때 싱글로 발매된 적이 없었지만, 전자는 1972년 11월에 〈The Jean Genie〉의 B-사이드였고 후자는 1976년 7월에 편집 홍보를 위해 A-사이드로 발매되었다.
이 음반은 1981년에 동반 컴필레이션인 《Changestwobowie》에 이어졌다.

## 배경
RCA 레코드는 1984년 《Changesonebowie》를 CD로 재발매했지만 보위와 RCA 사이의 갈등으로 인해 곧 철회되었다. RCA CD에는 〈John, I'm Only Dancing〉의 오리지널 싱글 버전이 수록되어 있다.
2016년 5월 20일 40주년을 기념하여 오리지널 《Changesonebowie》 컴필레이션의 리마스터드판이 바이닐과 CD로 발매되었다. 2018년 4월 13일, 《Changesonebowie》는 디지털/스트리밍 포맷으로 발매되었으며, 후속작인 《Changestwobowie》의 새로운 리마스터드판과 함께 바이닐, CD, 디지털/스트리밍으로 발매되었다.
이 커버는 모리세이의 음반 《Southpaw Grammar》의 2009년 확장판에 영감을 제공했다.

## 곡 목록
모든 곡들은 특별한 언급이 없는 한 데이비드 보위에 의해 작사/작곡하였다.
| #  | 제목                       | 오리지널 발매                                                              | 재생 시간 |
| -- | -------------------------- | -------------------------------------------------------------------------- | --------- |
| 1. | 〈Space Oddity〉           | 《Space Oddity》 (1969년)                                                  | 5:14      |
| 2. | 〈John, I'm Only Dancing〉 | 비음반 싱글 (1972년)                                                       | 2:43      |
| 3. | 〈Changes〉                | 《Hunky Dory》 (1971년)                                                    | 3:33      |
| 4. | 〈Ziggy Stardust〉         | 《The Rise and Fall of Ziggy Stardust and the Spiders from Mars》 (1972년) | 3:13      |
| 5. | 〈Suffragette City〉       | 《The Rise and Fall of Ziggy Stardust and the Spiders from Mars》          | 3:25      |
| 6. | 〈The Jean Genie〉         | 《Aladdin Sane》 (1973년)                                                  | 4:03      |

| #  | 제목                | 작사·작곡                      | 오리지널 발매                   | 재생 시간 |
| -- | ------------------- | ------------------------------ | ------------------------------- | --------- |
| 1. | 〈Diamond Dogs〉    |                                | 《Diamond Dogs》 (1974년)       | 5:56      |
| 2. | 〈Rebel Rebel〉     |                                | 《Diamond Dogs》                | 4:30      |
| 3. | 〈Young Americans〉 |                                | 《Young Americans》 (1975년)    | 5:10      |
| 4. | 〈Fame〉            | 보위, 카를로스 알로마, 존 레논 | 《Young Americans》             | 4:12      |
| 5. | 〈Golden Years〉    |                                | 《Station to Station》 (1976년) | 3:59      |

## 인증
| 국가                       | 인증     | 판매량/출하량 |
| -------------------------- | -------- | ------------- |
| 미국 (RIAA)                | 플래티넘 | 2,000,000^    |
| ^출하량을 기반으로 한 인증 |          |               |